# مايكل جوردن
مايكل جيفري جوردن (من مواليد 17 فبراير 1963)، والمعروف أيضًا بالأحرف الأولى من اسمه إم جاي (MJ)، هو رجل أعمال أمريكي ولاعب كرة سلة محترف سابق. لعب خمسة عشر موسمًا في الرابطة الوطنية لكرة السلة (NBA)، وفاز ب 6بطولات الدوري الأمريكي للمحترفين مع شيكاغو بولز. مايكل جوردن هو المالك الرئيسي ورئيس مجلس إدارة شارلوت هورنتس من الدوري الاميركي للمحترفين و 23إكس آي ريسنيغ في سلسلة كأس ناسكار. تقول سيرته الذاتية على موقع إن بي أي الرسمي: «بالتزكية، مايكل جوردان هو أعظم لاعب كرة سلة على مر العصور.» لقد كان جزءًا لا يتجزأ من الدوري الأمريكي للمحترفين في جميع أنحاء العالم في الثمانينيات والتسعينيات، وأصبح رمزًا ثقافيًا عالميًا في هذه العملية.
لعب مايكل جوردان كرة السلة الجامعية لمدة ثلاثة مواسم بقيادة المدرب دين سميث مع نورث كارولينا تار هايلز. كطالب جديد، كان عضوًا في فريق بطولة تار هيلز (Tar Heels) الوطني في عام 1982. انضم مايكل جوردان إلى فريق بولز في 1984 باعتباره ثالث اختيار شامل، وسرعان ما ظهر كنجم دوري، حيث استمتعت الجماهير بتسجيله الغزير بينما اكتسب سمعة كأحد أفضل اللاعبين الدفاعيين في اللعبة. قدرته على القفز، والتي تم إثباتها من خلال أداء البطولات الأربع من خط الرمية الحرة في مسابقات سْلام دانك، أكسبته ألقاب «اير جوردن» و «هواءه» (His Airness). فاز جوردن بأول لقب له في الدوري الأمريكي للمحترفين مع بولز في عام 1991، وتبع هذا الإنجاز بألقاب في عامي 1992 و1993، وحصل على ثلاث بطولات على التوالي. تقاعد جوردن فجأة من كرة السلة قبل موسم 1993-94 إن بي أي للعب دوري كرة القاعدة المصغر لكنه عاد إلى بولز في مارس 1995 وقادهم إلى ثلاث بطولات أخرى في 1996 و1997 و1998 ، بالإضافة إلى 72 فوز في موسمًا عاديًا. يفوز في موسم إن بي أي 1995-96. تقاعد للمرة الثانية في يناير 1999 لكنه عاد لموسمين آخرين في الدوري الأمريكي للمحترفين من 2001 إلى 2003 كعضو في واشنطن ويزاردز.
تشمل الجوائز والإنجازات الفردية لجوردن ست جوائز اللاعب الأكثر قيمة في نهائيات الإن بي أي (MVP)، وعشرة ألقاب إن بي أي في التسجيل (كلاهما رقمان قياسيان)، وخمس جوائز اللاعب الأثر قيمة في الموسم، وعشرة تسميات لفريق إن بي أي الأول، وتسعة جوائز أول-ديفنسف (مدافعين) الفريق الأول (سجل مشترك)، وأربعة عشر اختيارًا لألعاب إن بي أي أول-ستار، وثلاث جوائز اللاعب الأكثر قيمة في مباريات إن بي أي أول-ستار، وثلاثة ألقاب إن بي أي ستيلز (خطف الكرة) من، وجائزة إن بي أي أفضل لاعب مدافع في السنة 1988. وهو يحمل سجلات الدوري الأمريكي للمحترفين لمتوسط التهديف في الموسم العادي (30.12 نقطة لكل لعبة) ومتوسط التهديف في البلاي اوف (33.45 نقطة لكل مباراة). في عام 1999، حصل على لقب أعظم رياضي في أمريكا الشمالية في القرن العشرين من قبل إي إس بي إن، وكان في المرتبة الثانية بعد بيب روث في قائمة أسوشيتد برس للرياضيين في القرن. تم إدخال جوردن مرتين في قاعة مشاهير كرة السلة في نايسميث التذكارية، مرة في عام 2009 لمسيرته الفردية، ومرة أخرى في عام 2010 كجزء من فريق كرة السلة الأولمبي للولايات المتحدة عام 1992 («فريق الأحلام»). أصبح عضوًا في قاعة مشاهير الألعاب الأولمبية بالولايات المتحدة في عام 2009، وعضوًا في قاعة مشاهير الرياضة بولاية نورث كارولينا في عام 2010، وعضوًا فرديًا في قاعة مشاهير الاتحاد الدولي لكرة السلة في عام 2015 وعضو في «فريق الأحلام» في عام 2017.
أحد الرياضيين الأكثر فاعلية في التسويق في جيله، يشتهر جوردن بتأييد منتجاته. وقد ساهم في نجاح أحذية نايكي اير جوردن الرياضية، والتي تم تقديمها في عام 1984 ولا تزال تحظى بشعبية كبيرة حتى يومنا هذا. قام جوردن أيضًا بدور البطولة في الفيلم الهجين للرسوم المتحركة الحية عام 1996 سبيس جام وهو محور التركيز الرئيسي في المسلسل الوثائقي الحائز على جائزة إيمي ذا لاست دانس (2020). أصبح مالكًا جزئيًا ورئيس عمليات كرة السلة لفريق شارلوت بوبكاتس (المعروف الآن باسم هورنتس) في عام 2006، واشترى حصة مسيطرة في عام 2010. في عام 2016، أصبح جوردن أول لاعب ملياردير في تاريخ الدوري الاميركي للمحترفين. اعتبارًا من عام 2022، قدرت ثروته الصافية بـ 2.1 مليار دولار.

## حياة مبكرة

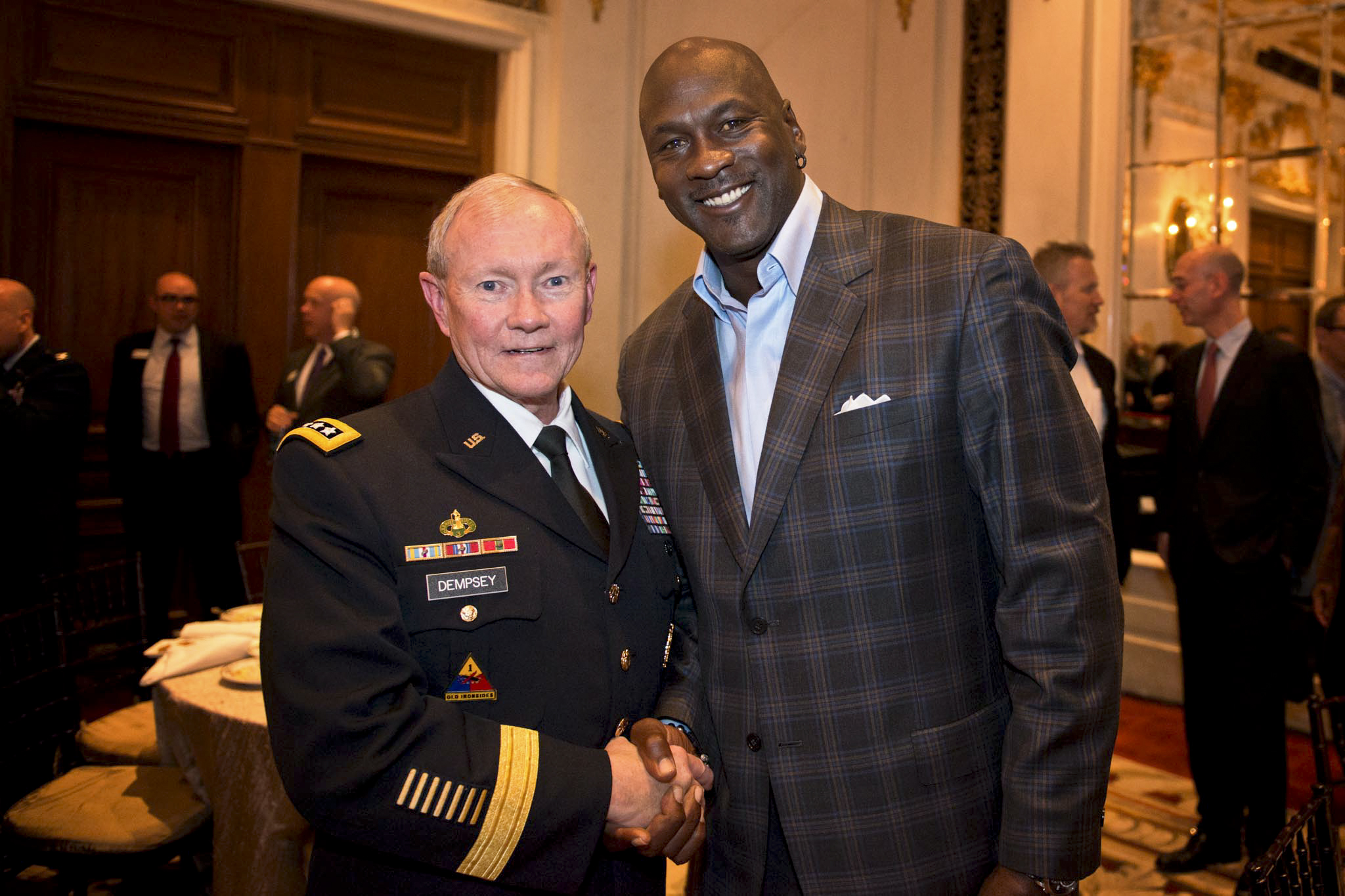
الجنرال مارتن ديمبسي ، رئيس هيئة الأركان المشتركة ، ومايكل جوردان ، نجم كرة السلة السابق

ولد مايكل جوردن في بروكلين في نيويورك في عام 1963، وكان هو الولد الثالث لجيمس وديلوريس جوردن، وقد انتقلوا إلى ويلمينغتون في كارولينا الشمالية، وكان لدى جوردن أخين أكبر منه، وأخت أكبر منه، وأخت أخرى أصغر منه، وفي مرحلة الثانوية، أصبح نجما في ثلاثة رياضات كرة القدم الأمريكية وكرة القاعدة وكرة السلة، وثم انقطع عن تدريبات كرة السلة لأنه كان قصير القامة (175 سم)، ولكنه في الصيف أصبح أطول ب10 سم، وتمرن بكل قوته، وفي الموسمين القادمين كان معدل تسجيله 25 نقطة في المباراة، وقد بدأ بالتركيز على كرة السلة، وكان يتمرن كل يوم قبل الذهاب إلى المدرسة مع مدربه في المدرسة، وفي آخر سنة له في الثانوية، أصبح معدل تسجيله 29.2 نقطة في المباراة، ومعدل متابعاته 6.2 ومعدل صناعته للأهداف 5.3.
مايكل جوردن اللاعب الوحيد منذ 20 عاما الذي استطاع أن يجتاز ال3000 نقطه وكان ذلك في موسم 86/87
كما حاز على جائزة سلام دنك في عام 88 بعد منافسه شديده مع داني ويلكنس.
و قد حصل جوردن على منحة دراسية بسبب تفوقه في كرة السلة في جامعة كارولينا الشمالية، حيث تخصص بالجغرافيا. وفي أول موسم له مع فريق الجامعة تحت قيادة الأسطورة دين سميث، سمي جوردن كأفضل لاعب صاعد. وفي عام 1982 سجل جوردن الكرة التي قادت فريق الجامعة إلى الفوز على فريق جورج تاون الذي كان يقوده باتريك أوينغ، وبذلك فازوا بدوري الجامعات في أمريكا. وقد أختير أفضل لاعب في دوري الجامعات في عام 1984. وفي عام 1984 ترك كارولينا، وتوجه إلى اللعب في الدوري الأمريكي لكرة السلة، ولعب مع نادي شيكاغو بولز، وقد كان هو ثالث لاعب ينتقل بعد حكيم عليوان إلى هيوستن روكتس وسام بويي إلى بورتلاند تريل بلازيرز، وقد عاد إلى كارولينا الشمالية ليحصل على الشهادة في عام 1986.
بعد أن تم عزله من فريقه لكرة السلة من المدرسة الإعدادية، ذهب للبيت وأقفل غرفته عليه ليبكي ويصرخ.

## مسيرته الرياضية
لعب جوردن 13 موسم مع نادي شيكاغو بولز وموسمين مع نادي واشنطن ويزاردز، وكان طوله (198 سم) ومهاراته ووضعه الفيزيائي من الأسباب التي جعلت الخصوم يرتعبون منه، وقد فاز في ستة بطولات للدوري الأمريكي (1991 و 1992 و 1993 و 1996 و 1997 و 1998). وقد كان أفضل لاعب في الدوري خمسة مرات في أعوام (1988 و 1991 و 1992 و 1996 و 1998). وفاز بلقب أفضل مدافع في السنة في عام 1988، وفاز بلقب أفضل لاعب في الإحصائيات كلما فاز شيكاغو بولز باللقب.
و قد قال عنه مدربه في أغلب فترات مسيرته فيل جاكسون:
لم يأخذ مايكل أي شيء هو لا يستحقه، عندما لعب في المرة الأولى في الدوري عام 1984 كانت بدايته مبشرة، ولكن تسديداته من الخارج كانت غير احترافية، ولذلك استمر في التمرين في نهاية الموسم وكان يسدد المئات من التسديدات في اليوم، حتى أصبح من أفضل اللاعبين المسددين للضربات الثلاثية.

### البدايات في الدوري الأمريكي للمحترفين
بعد أن سجل 16 نقطة في أول مباراة له في الدوري الأمريكي لكرة السلة، أصبح معدل تسجيله للنقاط في الموسم الأول 28.2 نقطة في المباراة، وكان معدل التقاطه للكرة 6.5 في المباراة، ومعدل صناعته للكرات 5.9 في المباراة، ومعدل سرقاته للكرة 2.4 في المباراة.
و في موسمه الثاني في الدوري الأمريكي سجل 3041 نقطة في الموسم، وهذا الرقم لم يحققه إلا ويلت تشابمرلين، وكان معدل التسجيل لمايكل جوردن في الموسم الثالث له في الدوري الأمريكي لكرة السلة 35 نقطة في الموسم، وقد فاز في ذلك الموسم بلقب أفضل لاعب مدافع في الدوري (259 سرقة للكرة و 131 تصدي للكرة).
وفي موسم 1988/1989 كان معدل التسجيل لجوردن 32.5 في المباراة. وفي موسم 1989/1990 ووصل الفريق إلى نهائي المنطقة الشرقية ولكن خسر امام ديترويت 4-3 واستلم المدرب فيل جاكسون مهام الفريق، وكان معدل تسجيل جوردن 33.6 في المباراة. وفي 28 مارس سجل جوردن أعلى عدد من النقاط في مسيرته الاحترافية، حيث سجل 69 نقطة في مباراة واحدة أمام كليفلاند كافالييرز.

### الإعتزال للمرة الأولى
في 6 أكتوبر 1993 أعلن مايكل جوردن اعتزاله كرة السلة، وذلك لأنه فقد الرغبة في اللعب، وقد اعتقد العديد من الناس أن أغتيال والده جيمس جوردن في يوليو 1993 قد أثر في هذا القرار، وقد هز هذا القرار الدوري الأمريكي لكرة السلة، ولم تحدث أي ضجة بمثل هذا الحجم منذ اعتزال جيم براون من لعبة كرة القاعدة في عام 1966.

### مسيرته في كرة القاعدة
وقع جوردن عقدا مع نادي شيكاغو وايت سوكس لكرة القاعدة، وقد كان هذا الفريق يعتبر من أملاك رئيس نادي شيكاغو بولز جيري رينسدورف، وقد أبلى بلاء حسنا مع الفريق.

### عودة جوردن لنادي شيكاغو بولز

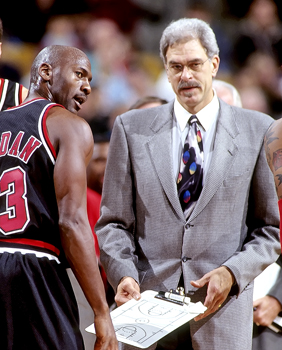
جوردن مع المدرب فِل جاكسون في 1997

في موسم 1993/1994، لعب فريق شيكاغو بولز من غير جوردن وتسلم مهمة قيادة شيكاغو بولز الأسطورة سكوتي بيببن، ولكنهم حققوا أحد أفضل أرقامهم، حيث فازوا في 55 مباراة وخسروا في 27 مباراة، ولكنهم أقصوا في أدوار الإقصائيات، وفي منتصف موسم 1994/1995 لم يكن الفريق متأكدا من تأهله إلى أدوار الإقصائيات، وكان الفريق يحتاج إلى دفعة كبيرة، وقد أتت هذه الدفعة من مايكل جوردن، حيث راقب بينجامين أرمسترونغ، وقام بقطع الكرة، وسجل منها نقطتين أهلت الفريق إلى الأدوار النهائية.
في 18 مارس 1995 أعلن مايكل جوردن عودته إلى الدوري الأمريكي لكرة السلة بكلمتين، حيث قال: لقد عدت، وقد أختار رقم 45 بدلا من رقم 23 المعتاد، وفي أول مباراة له أمام أنديانا بيسرز سجل 19 نقطة ولكن الفريق لم يفز.
و بالرغم من أنه لم يلعب كرة السلة منذ سنة ونصف، وفي رابع مباراة له بعد العودة، سجل 55 نقطة نيويورك كنايكس في 29 مارس 1995، وفي أبريل قاد شيكاغو بولز إلى الفوز في تسعة من عشرة مباريات لعبت في هذا الشهر، وقد تأهل الفريق إلى الأدوار النهائية في القسم الغربي، وكان معدل تسجيل جوردن في النهائيات 31.5 نقطة في المباراة، ولكنهم خسروا من نادي أورلاندو ماجيك.
و قبل موسم 1995/1996، تمرن جوردن بشكل كبير لكي يعود إلى مستواه، وقد بدأ الفريق موسمه ب12 انتصار متتالي، وقد أنهوا الموسم ب72 انتصار مقابل عشرة هزائم، وهو ثاني أفضل رقم في تاريخ الدوري الأمريكي لكرة السلة، وكان معدل تسجيل جوردن 30.4 نقطة في المباراة، وفي دور الإقصائيات، خسر الفريق في ثلاثة مباريات فقط مع أربعة فرق، وقد فازوا بلقب البطولة بعد هزيمتهم سياتل سوبر سونيك 4-2 في المباراة النهائية.
و في موسم 1996/1997، كان الفريق قريبا من الفوز في سبعين مباراة مرة أخرى، حيث فاز الفريق في 68 مباراة مقابل 11 خسارة، وكان باقي ثلاثة مباريات، فخسر الفريق في إثنتين وفاز في واحدة، ليصبح الرقم 69 فوز مقابل 13 خسارة.
و في موسم 1997/1998، فاز شيكاغو بولز ب62 مباراة وخسر في 20 مباراة، وكان معدل تسجيل جوردن 28.7 نقطة في المباراة، وقد قاد الفريق إلى الفوز في البطولة السادسة لهم بعد أن سجل نقطتين في الثواني الأخيرة ضد يوتا جاز.
و في 13 يناير 1999 أعلن مايكل جوردن اعتزاله كرة السلة للمرة الثانية.

### واشنطن ويزاردز
في 19 يناير 2000 عاد مايكل جوردن إلى الدوري الأمريكي لكرة السلة، ولكن ليس كلاعب، بل كمالك لفريق واشنطن ويزاردز، وبعد تسلمه رئاسة الفريق، وتسلم جوردن أربعة جوائز بعد شهر من تسلمه لرئاسة الفريق، الأولى هي رياضي القرن والثانية هي أفضل رياضي في التسعينات من القرن العشرين والثالثة هي أفضل لاعب كرة سلة في التسعينات من القرن العشرين، والرابعة هي أفضل لعبة في العقد، حيث سجل نقطة رائعة في عام 1991 على لوس أنجليس ليكرز حيث أخذ الكرة من يده اليمنى إلى اليسرى وهو في الهواء وسجلها.
و بالرغم من أنه في يناير 1998 قال أنه متأكد بنسبة 99.9% بأنه لن يعود إلى لعب كرة السلة، إلا أنه في صيف 2001 قال أن قد يعود إلى كرة السلة مرة ثالثة، وقد تأثر بعودة زميلة ماريو ليميكس لاعب كرة القاعدة وصديقة في الشتاء السابق، وأمضى جوردن ربيع وصيف 2001 بالتدريب، وقد عين مدربه السابق في شيكاغو بولز دوغ كولنز كمدربا لفريق واشنطن ويزاردز.
و في مؤتمر صحفي في 10 سبتمبر 2001 قال جوردن أنه سيعود إلى لعب كرة السلة، وقد أبلى بلاء حسنا في موسم 2001/2002، وفي موسم 2002/2003 سجل معدل نقاط بلغ 20 نقطة في المباراة، وقد تخطى في نفس الموسم ويلت تشامبيرلين، وقد أعلن جوردن أنه سيعتزل كرة السلة نهائيا، وقد أصبح اللاعب الوحيد في واشنطن ويزاردز الذي يلعب ال82 مباراة كلها، وقد بدأ كأساسي في 67 مباراة، وبالرغم من أن عمره بلعب 40 سنة، إلا أنه استطاع أن يسجل أكثر من عشرين نقطة في 42 مباراة وسجل أكثر من ثلاثين نقطة في تسعة مباريات وأكثر من أربعين نقطة في ثلاثة مرات، وفي 21 فبراير 2003، أصبح مايكل جوردن أول لاعب كرة سلة يبلغ من العمر 40 سنة يسجل 40 نقطة في مباراة، حيث سجل 43 نقطة ليقود فريقه إلى الفوز على نيوجيرسي نتس.
و قد أعتزل جوردن وقد سجل 32,292 نقطة في مسيرته، وهو ثالث أعلى رقم في تاريخ الدوري الأمريكي لكرة السلة بعد كريم عبد الجبار وكارل مالون.

## حياة شخصية

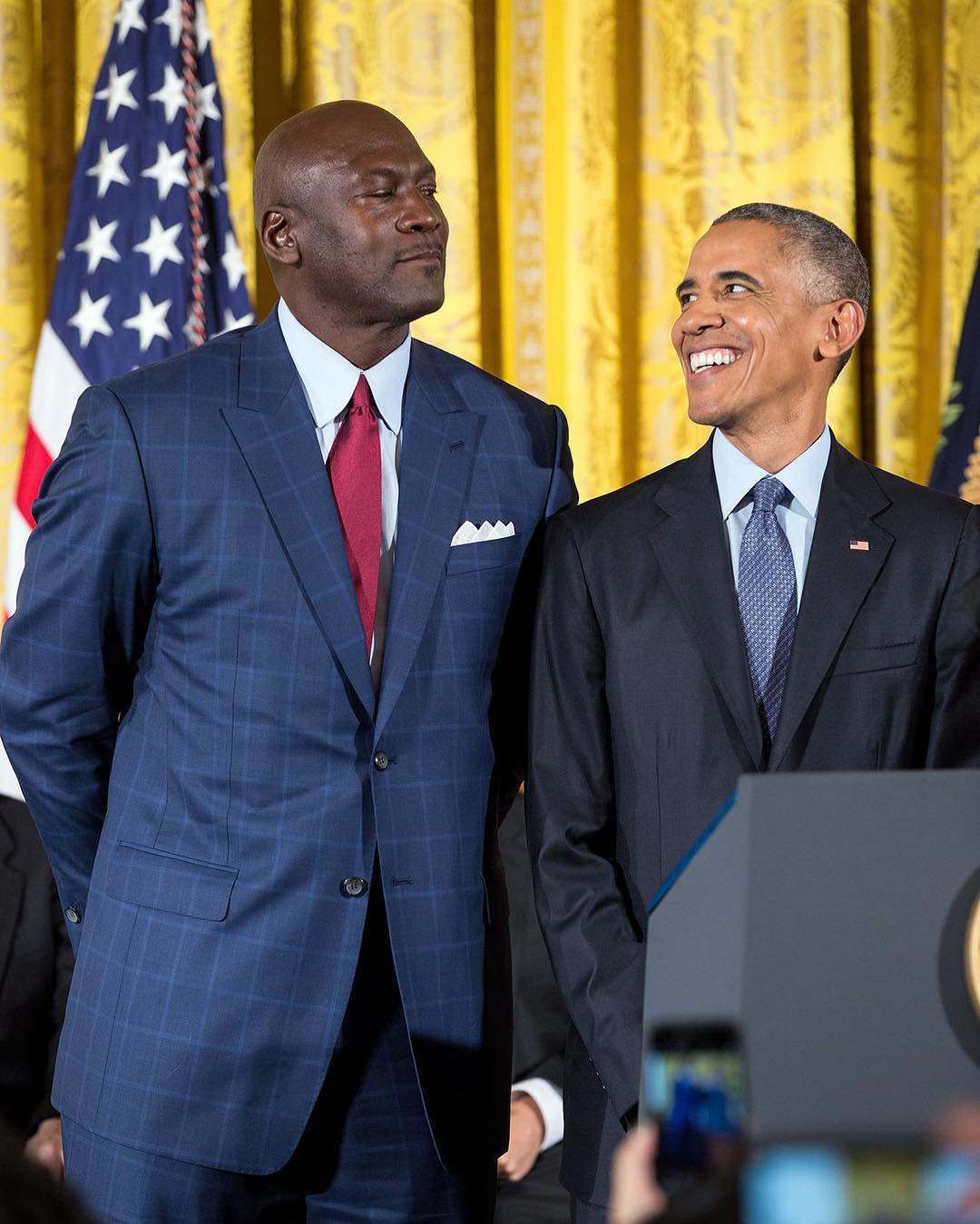
جوردن يتسلم وسام الحرية الرئاسي من الرئيس باراك أوباما في البيت الأبيض

جوردن هو رابع لخمسة أطفال. لديه شقيقان أكبر منه، لاري جوردن وجيمس آر جوردان جونيور، وأخت واحدة كبرى، ديلوريس، وأخت أصغر منه، روزلين. تقاعد جيمس في عام 2006 كرقيب أول في لواء الإشارة 35 من الفيلق الثامن عشر المحمول جواً في الجيش الأمريكي. ابن شقيق جوردن من خلال لاري، جاستن جوردن، لعب كرة السلة في الرابطة الوطنية لرياضة الجامعات القسم 1 لفريق يو إن سي غرينسبورو سبارتانس وهو كشاف لفريق شارلوت هورنتس.
تزوج جوردن من خوانيتا فانوي في 2 سبتمبر 1989، في مصلى زفاف أبيض صغير (مكان زفاف) في لاس فيغاس، نيفادا. كان لديهم ولدان، جيفري وماركوس، وابنة، ياسمين. تقدم الزوجان بطلب للطلاق في 4 يناير 2002، مشيرين إلى خلافات لا يمكن التوفيق بينها، لكن تم التوفيق بينهما بعد ذلك بوقت قصير. وقد تقدموا مرة أخرى بطلب الطلاق وتم منحهم مرسومًا نهائيًا بفسخ الزواج في 29 ديسمبر 2006، وعلّقوا على أن القرار تم اتخاذه «بشكل متبادل وودي». يُذكر أن خوانيتا تلقت مبلغ 168 مليون دولارًا تسوية (ما يعادل 216 مليون دولار في عام 2020)، مما يجعلها أكبر تسوية طلاق من المشاهير في السجل العام في ذلك الوقت.
تقدم جوردن لصديقته القديمة، عارضة الأزياء الكوبية-الأمريكية إيفيت برييتو، في عيد الميلاد عام 2011، وتزوجا في 27 أبريل 2013، في كنيسة بيثيسدا باي ذا سي الأسقفية. تم الإعلان في 30 نوفمبر 2013، أن الاثنين كانا يتوقعان طفلهما الأول معًا. في 11 فبراير 2014، أنجبت برييتو ابنتين توأمتين متطابقتين تدعى فيكتوريا ويسابيل. في عام 2019، أصبح جوردن جدًا عندما أنجبت ابنته ياسمين ولداً، والده لاعب كرة السلة المحترف ركيم كريسماس.

## أشهر أعماله الفنية
في عام 1991 قام بأداء صوت شخصيته المرسومة في المسلسل الكرتوني المحترفون (بالإنجليزية: Pro Stars) مع صديقيه بو جاكسون وواين جريتزكي ثم في عام 1996 مثل في فيلم سبيس جام مع شخصيات لوني تونز الذي يقودهم باغز باني.
أنتجت شبكة «إي.إس.بي.إن» الرياضية التلفزيونية، بالاشتراك مع شركة نتفليكس، فيلمًا وثائقيًا بعنوان «الرقصة الأخيرة» مكوّن من عشر حلقات، بواقع ساعة لكل حلقة، حول فريق شيكاغو بولز ومايكل جوردان خلال حقبة التسعينيات من القرن الماضي، وطريق بولز إلى لقب موسم 1997-1998 ورحيل جوردان والمدرب فيل جاكسون. عُرِضَ الفيلم على منصة نتفليكس بدءًا من 19 أبريل 2020.

## إحصائيات المهنة

### موسم عادي
| السنة    | الفريق   | لعب   | بدأ   | دقيقة | ميداني% | ثلاثية | حرة  | ارتداد | صنع | استلاب | تصدي | نقطة  |
| -------- | -------- | ----- | ----- | ----- | ------- | ------ | ---- | ------ | --- | ------ | ---- | ----- |
| 1984–85  | شيكاغو   | 82*   | 82*   | 38.3  | .515    | .173   | .845 | 6.5    | 5.9 | 2.4    | .8   | 28.2  |
| 1985–86  | شيكاغو   | 18    | 7     | 25.1  | .457    | .167   | .840 | 3.6    | 2.9 | 2.1    | 1.2  | 22.7  |
| 1986–87  | شيكاغو   | 82*   | 82*   | 40.0  | .482    | .182   | .857 | 5.2    | 4.6 | 2.9    | 1.5  | 37.1* |
| 1987–88  | شيكاغو   | 82    | 82*   | 40.4* | .535    | .132   | .841 | 5.5    | 5.9 | 3.2*   | 1.6  | 35.0* |
| 1988–89  | شيكاغو   | 81    | 81    | 40.2* | .538    | .276   | .850 | 8.0    | 8.0 | 2.9    | .8   | 32.5* |
| 1989–90  | شيكاغو   | 82*   | 82*   | 39.0  | .526    | .376   | .848 | 6.9    | 6.3 | 2.8*   | .7   | 33.6* |
| 1990–91  | شيكاغو   | 82*   | 82*   | 37.0  | .539    | .312   | .851 | 6.0    | 5.5 | 2.7    | 1.0  | 31.5* |
| 1991–92  | شيكاغو   | 80    | 80    | 38.8  | .519    | .270   | .832 | 6.4    | 6.1 | 2.3    | .9   | 30.1* |
| 1992–93  | شيكاغو   | 78    | 78    | 39.3  | .495    | .352   | .837 | 6.7    | 5.5 | 2.8*   | .8   | 32.6* |
| 1994–95  | شيكاغو   | 17    | 17    | 39.3  | .411    | .500   | .801 | 6.9    | 5.3 | 1.8    | .8   | 26.9  |
| 1995–96  | شيكاغو   | 82    | 82*   | 37.7  | .495    | .427   | .834 | 6.6    | 4.3 | 2.2    | .5   | 30.4* |
| 1996–97  | شيكاغو   | 82    | 82*   | 37.9  | .486    | .374   | .833 | 5.9    | 4.3 | 1.7    | .5   | 29.6* |
| 1997–98  | شيكاغو   | 82*   | 82*   | 38.8  | .465    | .238   | .784 | 5.8    | 3.5 | 1.7    | .5   | 28.7* |
| 2001–02  | واشنطن   | 60    | 53    | 34.9  | .416    | .189   | .790 | 5.7    | 5.2 | 1.4    | .4   | 22.9  |
| 2002–03  | واشنطن   | 82    | 67    | 37.0  | .445    | .291   | .821 | 6.1    | 3.8 | 1.5    | .5   | 20.0  |
| مسيرة    | مسيرة    | 1,072 | 1,039 | 38.3  | .497    | .327   | .835 | 6.2    | 5.3 | 2.3    | .8   | 30.1  |
| أول-ستار | أول-ستار | 13    | 13    | 29.4  | .472    | .273   | .750 | 4.7    | 4.2 | 2.8    | .5   | 20.2  |

### تصفيات
| السنة | الفريق | لعب | بدأ | دقيقة | ميداني% | ثلاثية | حرة  | ارتداد | صنع | استلاب | تصدي | نقطة |
| ----- | ------ | --- | --- | ----- | ------- | ------ | ---- | ------ | --- | ------ | ---- | ---- |
| 1985  | شيكاغو | 4   | 4   | 42.8  | .436    | .125   | .828 | 5.8    | 8.5 | 2.8    | 1.0  | 29.3 |
| 1986  | شيكاغو | 3   | 3   | 45.0  | .505    | 1.000  | .872 | 6.3    | 5.7 | 2.3    | 1.3  | 43.7 |
| 1987  | شيكاغو | 3   | 3   | 42.7  | .417    | .400   | .897 | 7.0    | 6.0 | 2.0    | 2.3  | 35.7 |
| 1988  | شيكاغو | 10  | 10  | 42.7  | .531    | .333   | .869 | 7.1    | 4.7 | 2.4    | 1.1  | 36.3 |
| 1989  | شيكاغو | 17  | 17  | 42.2  | .510    | .286   | .799 | 7.0    | 7.6 | 2.5    | .8   | 34.8 |
| 1990  | شيكاغو | 16  | 16  | 42.1  | .514    | .320   | .836 | 7.2    | 6.8 | 2.8    | .9   | 36.7 |
| 1991  | شيكاغو | 17  | 17  | 40.5  | .524    | .385   | .845 | 6.4    | 8.4 | 2.4    | 1.4  | 31.1 |
| 1992  | شيكاغو | 22  | 22  | 41.8  | .499    | .386   | .857 | 6.2    | 5.8 | 2.0    | .7   | 34.5 |
| 1993  | شيكاغو | 19  | 19  | 41.2  | .475    | .389   | .805 | 6.7    | 6.0 | 2.1    | .9   | 35.1 |
| 1995  | شيكاغو | 10  | 10  | 42.0  | .484    | .367   | .810 | 6.5    | 4.5 | 2.3    | 1.4  | 31.5 |
| 1996  | شيكاغو | 18  | 18  | 40.7  | .459    | .403   | .818 | 4.9    | 4.1 | 1.8    | .3   | 30.7 |
| 1997  | شيكاغو | 19  | 19  | 42.3  | .456    | .194   | .831 | 7.9    | 4.8 | 1.6    | .9   | 31.1 |
| 1998  | شيكاغو | 21  | 21  | 41.5  | .462    | .302   | .812 | 5.1    | 3.5 | 1.5    | .6   | 32.4 |
| مسيرة | مسيرة  | 179 | 179 | 41.8  | .487    | .332   | .828 | 6.4    | 5.7 | 2.1    | .8   | 33.4 |

## وصلات خارجية
- مايكل جـوردن على موقع IMDb (الإنجليزية)
- مايكل جـوردن على موقع ميتاكريتيك (الإنجليزية)
- مايكل جـوردن على موقع الموسوعة البريطانية (الإنجليزية)
- مايكل جـوردن على موقع روتن توميتوز (الإنجليزية)
- مايكل جـوردن على موقع ألو سيني (الفرنسية)
- مايكل جـوردن على موقع ميوزك برينز (الإنجليزية)
- مايكل جـوردن على موقع تيرنر كلاسيك موفيز (الإنجليزية)
- مايكل جـوردن على موقع أول موفي (الإنجليزية)
- مايكل جـوردن على موقع إن إن دي بي (الإنجليزية)
- مايكل جـوردن على موقع ديسكوغز (الإنجليزية)
- مايكل جـوردن على موقعبيزبول رفرنس.كوم (الدوري الثانوي) (الإنجليزية)
- مايكل جـوردن على موقع الاتحاد الدولي لكرة السلة (الإنجليزية)
- مايكل جـوردن على موقع إن بي أي (الإنجليزية)
- مايكل جـوردن على موقع سبورتس رفرنس (الإنجليزية)
- مايكل جـوردن على موقع كرة السلة الأوروبية.كوم (الإنجليزية)
- مايكل جـوردن على موقع كلية كرة السلة في سبورتس رفرنس.كوم (الإنجليزية)
- مايكل جـوردن على موقع ريلجم (الإنجليزية)
- مايكل جـوردن على موقع بروبوليرز (الإنجليزية)
- مايكل جـوردن على موقع سبورتس رفرنس (الإنجليزية)
- مايكل جـوردن على موقع أوليمبيديا (الإنجليزية)

- القصة ودروس النجاح